# Ghazl el-Banat
Ghazl el-Banat (àrab: غزل البنات, Ḡazl al-banāt, ‘El fil de les noies'), comercialitzada en francès com Une vie suspendue (àrab: حياةٌ معلقةٌ, Ḥayyāt muʿallaqa, ‘Una vida sospesa’) o com L'Adolescente, sucre d'amour, és una pel·lícula franco-libanesa, en coproducció canadenca, dirigida per Jocelyne Saab, estrenada el 1985 a la Quinzena dels Directors del 38è Festival Internacional de Cinema de Canes.

## Sinopsi
Al Beirut en guerra, Samar, una noia nascuda durant la guerra del Líban, coneix a Karim, un pintor que perd el gust per la vida. Entre aquests dos supervivents neix una intensa història d'amor

## Repartiment
- Jacques Weber : Karim
- Hala Bassam : Samar
- Juliet Berto : Juliette
- Youssef Housni : Donatien
- Denise Filiatrault : La mère
- Ali Diab : Le père
- Khaled El Sayed : Le borgne
- Claude Préfontaine : Elie
- Souheir Salhani : Leila